# 오쓰촌 (시즈오카현)
오쓰촌(일본어: 大津村)은 일본 시즈오카현 중부, 시다군에 속했던 촌이다. 현재 시마다시 중심부에 북쪽으로 접한 지역에 해당한다. 

## 역사
과거 노다, 오치아이, 오쿠사, 오가와 주변은 오쓰고로 불렸다고 하며, 오쓰다니라는 통칭이 남아있다. “일본명류취초 ( 和名類聚抄)』에 '오쓰고(大津郷)'라는 이름이 보이는데, 덴페이 연간(729년~749년)에는 이미 존재했던 것으로 추정된다. 헤이안 시대 후기에는 ' 오쓰오쿠리야 '( 이세 신궁의장원 )였다. 
- 1889년 4월 1일 - 정촌제 시행에 의해 시다군 오쓰촌이 성립하였다.
- 1955년 1월 1일 - 로쿠고촌, 오나가촌, 이쿠미촌의 일부와 함께 시마다시에 편입해, 동일 오쓰촌은 페지되었다.

## 참고 문헌
- 島田市史編纂委員会 編『島田市史』 下巻、島田市役所、1973年3月30日。NDLJP:3015384。